# Zhengzhou Open
Lo Zhengzhou Open, precedentemente noto come Jinyuan Cup o Biyuan Zhengzhou Women's Tennis Open, è un torneo femminile di tennis giocato annualmente a Zhengzhou in Cina. Il torneo si disputa dal 2014 sui campi in cemento dello Zhongyuan Tennis Training Base Management Center. Ha fatto parte dell'ITF Women's Circuit dal 2014 al 2016 e del WTA 125 dal 2017 al 2018, per poi essere promosso a WTA Premier dal 2019 e a WTA 500 dal 2023. Le edizioni del 2020 e 2021 non vennero disputate a causa della pandemia di COVID-19. L'edizione del 2022 viene annullata in seguito alla decisione da parte della WTA di sospendere ogni torneo in Cina come risposta al caso della tennista Peng Shuai.

## Albo d'oro

### Singolare
| Anno       | Categoria                             | Campionessa                           | Finalista                             | Punteggio                             |
| ---------- | ------------------------------------- | ------------------------------------- | ------------------------------------- | ------------------------------------- |
| 2014       | ITF $25,000                           | Zhang Kailin                          | Xu Yifan                              | 7–5, 6–4                              |
| 2015       | ITF $25,000                           | Wang Yafan                            | Duan Yingying                         | 6–4, 6–4                              |
| 2016       | ITF $50,000                           | Anastasija Pivovarova                 | Lu Jingjing                           | 6–4, 6–4                              |
| 2017       | WTA 125                               | Wang Qiang                            | Peng Shuai                            | 3–6, 7–6(3), 1–1 rit.                 |
| 2018       | WTA 125                               | Zheng Saisai                          | Wang Yafan                            | 5–7, 6–2, 6–1                         |
| 2019       | Premier                               | Karolína Plíšková                     | Petra Martić                          | 6–3, 6–2                              |
| 2020- 2021 | Annullato per pandemia di Coronavirus | Annullato per pandemia di Coronavirus | Annullato per pandemia di Coronavirus | Annullato per pandemia di Coronavirus |
| 2022       | Cancellato                            | Cancellato                            | Cancellato                            | Cancellato                            |
| 2023       | WTA 500                               | Zheng Qinwen                          | Barbora Krejčíková                    | 2–6, 6–2, 6–4                         |
| 2024       | Cancellato                            | Cancellato                            | Cancellato                            | Cancellato                            |

### Doppio
| Anno       | Categoria                             | Campionesse                           | Finaliste                             | Punteggio                             |
| ---------- | ------------------------------------- | ------------------------------------- | ------------------------------------- | ------------------------------------- |
| 2014       | ITF $25,000                           | Chan Chin-wei Liang Chen              | Han Xinyun Zhang Kailin               | 6–3, 6–3                              |
| 2015       | ITF $25,000                           | Han Na-lae Jang Su-jeong              | Liu Chang Zhang Ling                  | 6–0, 6–3                              |
| 2016       | ITF $50,000                           | Xun Fangying You Xiaodi               | Akgul Amanmuradova Michaela Hončová   | 1–6, 6–2, [10–7]                      |
| 2017       | WTA 125                               | Han Xinyun Zhu Lin                    | Jacqueline Cako Julia Glushko         | 7–5, 6–1                              |
| 2018       | WTA 125                               | Duan Yingying Wang Yafan              | Naomi Broady Yanina Wickmayer         | 7–6(5), 6–3                           |
| 2019       | Premier                               | Nicole Melichar Květa Peschke         | Yanina Wickmayer (2) Tamara Zidanšek  | 6–1, 7–6(2)                           |
| 2020- 2021 | Annullato per pandemia di Coronavirus | Annullato per pandemia di Coronavirus | Annullato per pandemia di Coronavirus | Annullato per pandemia di Coronavirus |
| 2022       | Cancellato                            | Cancellato                            | Cancellato                            | Cancellato                            |
| 2023       | WTA 500                               | Gabriela Dabrowski Erin Routliffe     | Shūko Aoyama Ena Shibahara            | 6–2, 6–4                              |
| 2024       | Cancellato                            | Cancellato                            | Cancellato                            | Cancellato                            |